# Irma Sztáray

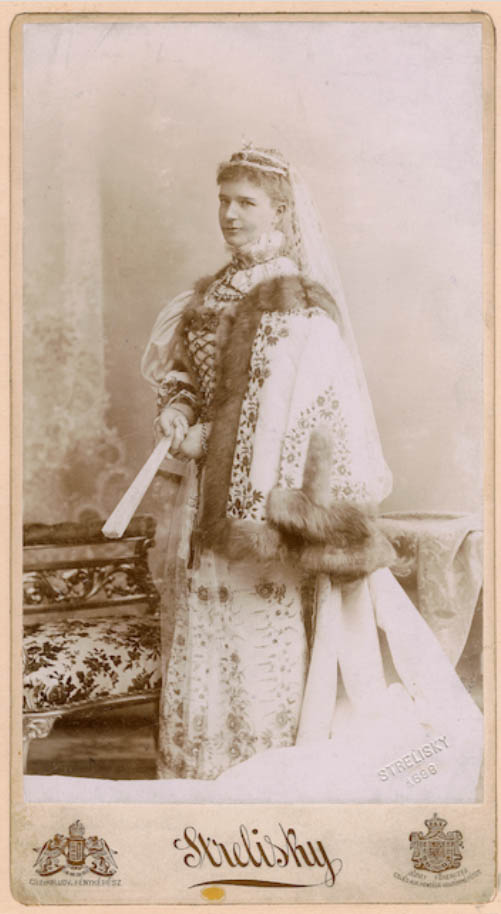
Hrabianka Irma Sztáray von Sztára und Nagymihály

Irma Sztáray von Sztára und Nagymihály (ur. 10 lipca 1863 r. w Sztára w królestwie Węgier; dziś Staré na Słowacji – zm. 3 września 1940 w Sobrancach na Słowacji) – hrabianka węgierska, dama do towarzystwa austriackiej cesarzowej Elżbiety. Była jedyną towarzyszką Elżbiety w chwili, gdy ta została śmiertelnie zraniona przez zamachowcę w Genewie 10 września 1898 r.
Była piątym z sześciorga dzieci hrabiego Viktora Sztáray von Sztára und Nagymihály (1823 - 1879) i hrabiny Márii Török de Szendrõ (1835 - 1916). Dzięki wysoko postawionej rodzinie w 1894 r. została damą dworu cesarzowej Elżbiety i jej najbliższą damą do towarzystwa. Towarzyszyła cesarzowej w jej wszystkich podróżach, znała jej sekrety. Nigdy nie wyszła za mąż, nie miała dzieci. Całe swoje życie poświęciła cesarzowej i dworowi.
17 września 1898 r. została odznaczona przez cesarza Franciszka Józefa I – jako pierwsza w dziejach tego odznaczenia - Krzyżem Wielkim z gwiazdą ustanowionego zaledwie dzień wcześniej Orderu Elżbiety.
Po uroczystościach pogrzebowych cesarzowej pozostała jeszcze jakiś czas na dworze w Wiedniu, po czym przeniosła się do rodzinnej posiadłości w Sobrancach, gdzie opiekowała się matką (zmarłą w 1916 r.). Od cesarza Irma Sztáray otrzymała również na pamiątkę szaty cesarzowej, które ta miała na sobie feralnego dnia. Do lat 30. XX w. ubiór ten przechowywała w Sobrancach, po czym przekazała go do Muzeum Cesarzowej Elżbiety w Budapeszcie. W 1909 r. opublikowała książkę pt. Aus den letzten Jahren der Kaiserin Elisabeth (Z ostatnich lat cesarzowej Elżbiety).
Po śmierci została pochowana w rodzinnym grobowcu w pobliżu dawnego kościoła św. Wawrzyńca w Sobrancach. Kościół został mocno zniszczony w czasie walk 1945 r., a grobowiec padł ofiarą budowy nowej drogi. Doczesne szczątki Sztárayów i Töröków zostały przeniesione na miejscowy cmentarz, a krzyż z grobowca znajduje się wciąż przed kościołem.